# J. 월터 케네디 시티즌십 어워드
J. 월터 케네디 시티즌십 어워드(영어: J. Walter Kennedy Citizenship Award)은 1974~1975시즌부터 2019~2020시즌까지 NBA의 상으로, 지역 사회에 뛰어난 서비스와 헌신을 한 사람에게 주어지는 상이다.

## 수상자 목록
| 시즌      | 수상자                  | 소속 팀                         |
| --------- | ----------------------- | ------------------------------- |
| 1974~1975 | 웨스 언셀드             | 워싱턴 불리츠                   |
| 1975~1976 | 슬릭 왓츠               | 시애틀 슈퍼소닉스               |
| 1976~1977 | 데이브 빙               | 워싱턴 불리츠                   |
| 1977~1978 | 밥 레이니어             | 디트로이트 피스톤즈             |
| 1978~1979 | 캘빈 머피               | 휴스턴 로키츠                   |
| 1979~1980 | 오스틴 카               | 클리블랜드 캐벌리어스           |
| 1980~1981 | 마이크 글렌             | 뉴욕 닉스                       |
| 1981~1982 | 켄트 벤슨               | 디트로이트 피스턴스             |
| 1982~1983 | 줄리어스 어빙           | 필라델피아 세븐티식서스         |
| 1983~1984 | 프랭크 레이든           | 유타 재즈                       |
| 1984~1985 | 댄 아이즐               | 덴버 너기츠                     |
| 1985~1986 | 마이클 쿠퍼 로리 스패로 | 로스앤젤레스 레이커스 뉴욕 닉스 |
| 1986~1987 | 아이재이아 토마스       | 디트로이트 피스턴스             |
| 1987~1988 | 알렉스 잉글리쉬         | 덴버 너기츠                     |
| 1988~1989 | 써 베일리               | 유타 재즈                       |
| 1989~1990 | 닥 리버스               | 애틀랜타 호크스                 |
| 1990~1991 | 케빈 존슨               | 피닉스 선스                     |
| 1991~1992 | 매직 존슨               | 로스앤젤레스 레이커스           |
| 1992~1993 | 테리 포터               | 포틀랜드 트레일블레이저스       |
| 1993~1994 | 조 듀마스               | 디트로이트 피스턴스             |
| 1994~1995 | 조 오툴                 | 애틀랜타 호크스                 |
| 1995~1996 | 크리스 더들리           | 포틀랜드 트레일블레이저스       |
| 1996~1997 | P.J. 브라운             | 마이애미 히트                   |
| 1997~1998 | 스티브 스미스           | 애틀랜타 호크스                 |
| 1998~1999 | 브라이언 그랜트         | 포틀랜드 트레일블레이저스       |
| 1999~2000 | 블라데 디바치           | 새크라멘토 킹스                 |
| 2000~2001 | 디켐베 무톰보           | 필라델피아 세븐티식서스         |
| 2001~2002 | 알론조 모닝             | 마이애미 히트                   |
| 2002~2003 | 데이비드 로빈슨         | 샌안토니오 스퍼스               |
| 2003~2004 | 레지 밀러               | 인디애나 페이서스               |
| 2004~2005 | 에릭 스노우             | 클리블랜드 캐벌리어스           |
| 2005~2006 | 케빈 가넷               | 미네소타 팀버울브스             |
| 2006~2007 | 스티브 내시             | 피닉스 선스                     |
| 2007~2008 | 천시 빌럽스             | 디트로이트 피스턴스             |
| 2008~2009 | 디켐베 무톰보           | 휴스턴 로키츠                   |
| 2009~2010 | 사무엘 달렘버트         | 필라델피아 세븐티식서스         |
| 2010~2011 | 론 아테스트             | 로스앤젤레스 레이커스           |
| 2011~2012 | 파우 가솔               | 로스앤젤레스 레이커스           |
| 2012~2013 | 케네스 파리드           | 덴버 너기츠                     |
| 2013~2014 | 루올 뎅                 | 클리블랜드 캐벌리어스           |
| 2014~2015 | 조아킴 노아             | 시카고 불스                     |
| 2015~2016 | 웨인 엘링턴             | 브루클린 네츠                   |
| 2016~2017 | 르브론 제임스           | 클리블랜드 캐벌리어스           |
| 2017~2018 | 호세 후안 바레아        | 댈러스 매버릭스                 |
| 2018~2019 | 데이미언 릴러드         | 포틀랜드 트레일블레이저스       |
| 2019~2020 | 말컴 브록던             | 인디애나 페이서스               |

## 같이 보기
- 올스테이트